# 에스티아
에스티아(그리스어: Ἑστία)는 그리스 아테네에서 발행되는 전국적 규모의 일간지이다. 정치적으로는 보수 우파적이며 시장경제를 옹호한다. 제호는 그리스 신화의 여신 헤스티아로부터 왔다. 발행부수는 1995년 기준 3,900부였다.
《에스티아》는 그리스어 일간 신문으로는 유일하게 카타레부사 그리스어를 사용한다. 카타레부사 그리스어는 1976년 이후 공식 행정언어로서의 지위를 상실하였다. 과거에 카타레부사의 사용은 디모티키 그리스어를 사용하는 좌파 언론에 대항하기 위한 목적으로 보수적 언론에서 선호되었다. 그러나 최근 들어 《에스티아》는 카타레부사의 매우 현대적 형태를 채택하고 있다. 또한 《에스티아》는 유일하게 폴리토니코스 철자법을 채택하는 일간지이다. 폴리토니코스 철자법은 1982년에 공식적 지위를 잃고 모노토니코스 철자법으로 대체되었다. 그런데 《에스티아》는 억음(抑音)이 양음(揚音)으로 대체되는 간략화된 폴리토니코스 철자법을 사용한다.
《에스티아》는 1997년까지 현대적 컴퓨터 시스템으로 전환하지 않은 채 라이노타이프(自動鑄造植字機) 기계를 이용하여 인쇄했다. 그 때는 유니코드가 가능한 소프트웨어가 점점 널리 이용가능하게 되고 있었기 때문에, 이 신문이 폴리토니코스 철자법으로 신문을 계속 인쇄하는 것을 가능하게 했다. 《에스티아》는 대판(大版)으로 인쇄하는 소수의 그리스 신문 중 하나이다. 대체로 하루에 8면만을 발행한다. 1면에는 사진을 싣지 않으며, 컬러 사진을 싣지 않는다. 헤드라인과 본문 대부분에 사용되는 서체는 아스테리아(Asteria)체이다.